# On Kawara
On Kawara (河原温 Kawara On?, December 24, 1932 – July 10, 2014) fue un artista conceptual japonés que vivió en SoHo, Nueva York desde 1965 hasta su fallecimiento en 2014. Realizó exposiciones individuales y colectivas y participó en la Bienal de Venecia en 1976.

## Trayectoria
Kawara nació en Kariya, Japón, el 24 de diciembre de 1932. Después de graduarse de la escuela secundaria Kariya en 1951, Kawara se mudó a Tokio. Kawara viajó a México en 1959, donde su padre era director de una empresa de ingeniería. Permaneció tres años pintando, asistiendo a la escuela de arte y explorando el país.De 1962 a 1964 viajó entre Nueva York y París. Viajó por Europa antes de establecerse en 1965 en la ciudad de Nueva York, donde fue residente intermitente hasta su muerte.

## Obra
On Kawara perteneció a una generación internacional de artistas conceptuales que comenzó a surgir a mediados de la década de 1960, despojando al arte de las emociones personales, reduciéndolo a información o idea casi pura y restando importancia al objeto de arte. Junto con Lawrence Weiner, Joseph Kosuth, Hanne Darboven y otros, Kawara dio especial importancia al lenguaje.

### Dibujos París-Nueva York
De 1962 a 1964 Kawara realizó unos 200 dibujos París-Nueva York. Sus motivos incluyen rayas y cuadrículas como las de la pintora minimalista Agnes Martin.Otros dibujos representan piezas de instalación que llenan habitaciones con redes de cuerdas.

### Seriehoy
A partir del 4 de enero de 1966, Kawara realizó una larga serie de "Pinturas de fecha" (la serie Today), que consisten en la fecha en la que se ejecutó la pintura en simples letras blancas sobre un fondo sólido. La fecha siempre está documentada en el idioma y las convenciones gramaticales del país en el que se ejecuta la pintura (es decir, “26. ÁG. 1995”, de Reykjavik, Islandia, o “13 JUIN 2006”, de Montecarlo);el esperanto se utiliza cuando la primera lengua de un país determinado no utiliza el alfabeto romano (“6 AŬG. 1993”, de Tokio). La serie es un ejemplo de arte de palabras.
Las pinturas, ejecutadas en Liquitex sobre lienzo, se ajustan a uno de los ocho tamaños estándar, que van desde 8x10 pulgadas hasta cuatro por seis pies, todas en orientación horizontal. Las excepciones son tres pinturas, de aproximadamente cinco por siete pies, ejecutadas el 16, 20 y 21 de julio de 1969, tres días en los que el mundo quedó fascinado por el alunizaje del Apolo 11.
Las fechas de los cuadros, pintadas a mano con calculada precisión,están siempre centradas en el lienzo y pintadas de blanco, mientras que los colores del fondo varían; las pinturas de los primeros años tienden a tener colores llamativos y las más recientes tienden a tener un tono más oscuro. Por ejemplo, Kawara usó brevemente el rojo durante varios meses en 1967 y luego volvió a tonos más oscuros hasta 1977. Se aplican cuidadosamente cuatro capas de pintura al suelo y se deja que cada una se seque antes de frotarla en preparación para las capas siguientes. Evitando las plantillas en favor de caracteres dibujados a mano, Kawara utiliza inicialmente una versión alargada y sin serifa de Gill Sans, más tarde una Futura esencialmente modernista. Cada obra está cuidadosamente ejecutada a mano. Algunos días podía hacer más de uno en su jornada de trabajo.Cuando Kawara no completaba la pintura el día en que la comenzaba, la destruía inmediatamente.Cuando una Pintura de Fecha no se expone, se coloca en una caja de cartón hecha a medida para la pintura, que está forrada con un recorte de un periódico local de la ciudad en la que el artista realizó la pintura; la mayoría de los recortes son del New York Times. Aunque las cajas son parte de la obra, rara vez se exponen. Cada año se realizaron entre 63 y 241 cuadros.
Cada Pintura de Fecha se registra en un diario y se marca en un Calendario de Cien Años. Cuando Kawara terminaba una pintura, aplicaba una muestra de la mezcla de pintura que usaba a un pequeño rectángulo que luego pegaba en un gráfico del diario. Debajo de cada color hay un número que muestra la secuencia de la pintura en ese año y una letra que indica su tamaño. Por lo tanto, las 48 revistas registran los detalles del tamaño del cuadro, el color y el titular del periódico, mientras que el calendario utiliza puntos de colores para indicar los días en que se realizó una pintura y para registrar el número de días desde el nacimiento del artista. Kawara creó cerca de 3.000 pinturas de fechasen más de 112 ciudades de todo el mundo en un proyecto que estaba previsto que terminara sólo con su muerte.

### Títuloy postales.
Al igual que la serie Today, Kawara utiliza el número de días seguido de la fecha en que se ejecutó el trabajo como fechas de su vida. Entonces, la pieza titulada Título en la Galería Nacional de Arte tiene las fechas de vida de Kawara como 26,697 (27 de enero de 2006) que, cuando se calculan, ubican la fecha de nacimiento de Kawara en el 24 de diciembre de 1932. Otras series de trabajos incluyen la serie de postales I Went and I Met enviadas a sus amigos detallando aspectos de su vida, y una serie de telegramas enviados a amigos y vecinos con el mensaje "AÚN ESTOY VIVO". Entre 1968 y 1979, On Kawara creó su serie informativa, I Got Up, en la que enviaba dos postales con fotografías desde su ubicación esa mañana. En las 1.500  tarjetas se indica la hora en que el artista se levantó, la fecha, el lugar de residencia y el nombre y dirección del destinatario; Otra serie de postales, Me levanté a las, tenía estampada la hora a la que se levantó esa mañana. La extensión de cada correspondencia variaba desde una sola tarjeta hasta cientos enviadas consecutivamente durante un período de meses. La naturaleza repetitiva del gesto se ve contrarrestada por los vagabundeos peripatéticos del artista por el mundo y sus horarios extremadamente irregulares (sólo en 1973 envió postales desde veintiocho ciudades).

### Un millón de años

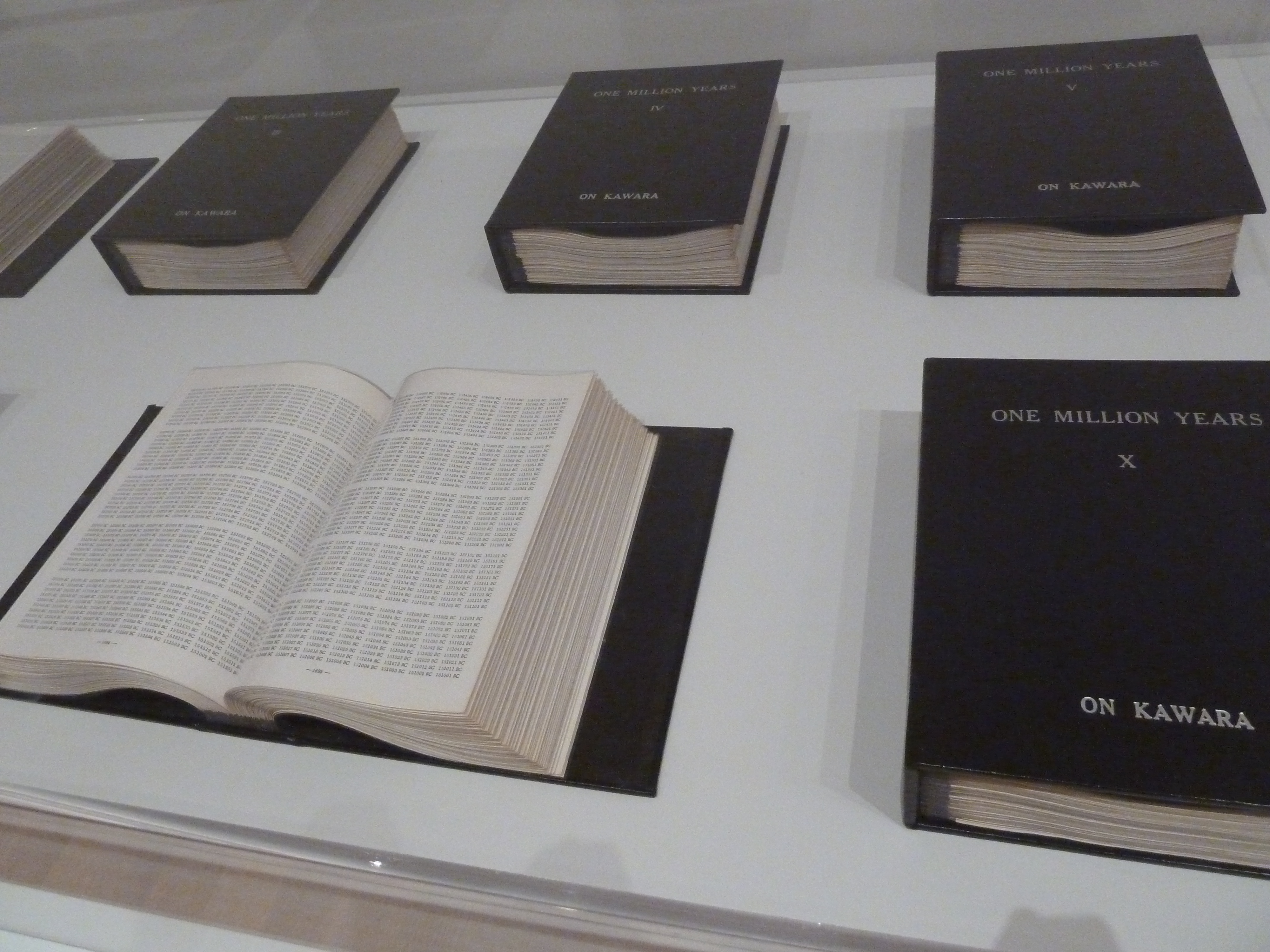
Un millón de años

One Million Years es una de las obras más conocidas del artista sobre el paso y la marca del tiempo. En ella se enumera cada año en un período de tiempo de un millón de años previo a la concepción de la obra de arte y en otro tanto los correspondientes a los millones de años siguientes. La obra que enumera los últimos millones de años está dedicada a "todos los que han vivido y han muerto", y la obra para los próximos millones de años está dedicada a "el último". A veces se realiza una performance en la que parejas de artistas (normalmente un hombre y una mujer para cada segmento) leen las fechas de cada lista en orden, interpretando simultáneamente Un millón de años [pasado] y Un millón de años [futuro] .
Esta obra de arte se realizó por primera vez en 1969, el año del festival de música de Woodstock, las principales protestas civiles contra la guerra de Vietnam y el primer aterrizaje del hombre en la Luna.La primera presentación en audio de la lectura de Un millón de años se produjo en 1993 durante la exposición individual de un año de duración de Kawara “Mil días, un millón de años” en el Dia Center for the Arts de Nueva York. Los visitantes podían escuchar la lectura de Un millón de años [Futuro], mientras veían Un millón de años [Pasado] y un grupo de pinturas con fechas. En 2002, Oliver Augst y Christoph Korn dirigieron la producción radiofónica del Hessischer Rundfunk of One Million Years (que consta de 32 CD). La lectura pública más larga de Un millón de años tuvo lugar en  Documenta 11 en 2002, donde participantes masculinos y femeninos se sentaron uno al lado del otro en una sala de vidrio y se turnaron para leer las fechas durante los 100 días de exposición, alternando entre [Pasado] y [ Futuro] . En 2004, el proyecto viajó a Trafalgar Square en Londres para una lectura continua al aire libre que duró 7 días y 7 noches. Desde entonces, se han realizado lecturas y grabaciones en ciudades de todo el mundo.

### Calendarios de cien años
Para sus calendarios de cien años, Kawara, comenzando con la fecha de su nacimiento, marca sistemáticamente cada día de su vida con un punto amarillo en los calendarios, y registra una pintura de fecha terminada con un punto verde (los puntos rojos significan que más se completó más de una pintura ese día). 

### Conciencia Pura
En Pure Consciousness, exposición itinerante iniciada en 1998, Kawara prestó siete pinturas de fechas (del 1 al 7 de enero de 1997) a distintos lugares de exposición, incluidas guarderías y escuelas de Madagascar, Australia, Bután, Costa de Marfil, Colombia, Turquía, Japón, Finlandia e Islandia., Israel, Canadá y Estados Unidos. En todas las escuelas cuelgan en las aulas fechas, que corresponden a la vida de los niños.

## Exposiciones
Las primeras exposiciones de Kawara incluyen la primera Exposición Nippon, en el Museo de Arte Metropolitano de Tokio, en 1953, y en las galerías Takemiya e Hibiya el año siguiente.  Su obra se exhibió en la Galería Dwan de Nueva York en 1967, y su exposición individual "Un millón de años" se mostró en Düsseldorf, París y Milán en 1971. El trabajo de Kawara fue incluido en  Documenta 5 (1972), 7 (1982) y 11 (2002), en Kassel, y en la Bienal de Tokio (1970), la Bienal de Kioto (1976) y la Bienal de Venecia (1976).
Su trabajo ha sido incluido en muchos estudios de arte conceptual, desde la importante exposición Information en el Museo de Arte Moderno de Nueva York en 1970 hasta Reconsidering the Object of Art: 1965-1975 en el Museo de Arte Contemporáneo de Los Ángeles en 1995. Las exposiciones individuales de su obra han incluido el Otis Art Institute de Los Ángeles, y el Centro Pompidou, París, en 1977; Continuidad/Discontinuidad en el Moderna Museet, Estocolmo en 1980; Museo Boymans-van Beuningen, Róterdam en 1991; el Dia Center for the Arts, Nueva York en 1993; y el Museo de Arte de Dallas.
La primera retrospectiva integral de Kawara, On Kawara—Silencio” en el Museo Solomon R. Guggenheim, se instaló en 12 secciones según un diseño ideado por él mismo. Dos años antes de su muerte, el artista ofreció al curador de la exposición, Jeffrey Weiss, una lista de títulos indirectos (incluidos “48 años”, “Autoobservación” y “Monólogo”) para cada una de las secciones.La exposición se llevó a cabo del 6 de febrero al 3 de mayo de 2015 y también contó con una lectura en vivo de “Un millón de años” de Kawara.

## Libros de artista
Kawara creó varios libros de artista:
- Un millón de años, 1999, Ediciones Micheline Szwajcer & Michèle Didier (2 volúmenes)[16]
- ME CONOCÍ, 2004, Ediciones Micheline Szwajcer & Michèle Didier (12 volúmenes)
- FUI, 2007, mfc-michèle didier (12 Volúmenes)
- ME LEVANTÉ, 2008, mfc-michèle didier (12 Volúmenes)
- Trilogía, 2008, mfc-michèle didier (3x12 Volúmenes)
- LEÍ, 2017, mfc-michèle didier (6 volúmenes)

## Mercado del arte
En 2007 una de las "pinturas de fecha" de Kawara se vendió por 1,8 millones de dólares en Christie's Nueva York.Otra pintura fechada, el1 de mayo de 1987, estableció un récord en una subasta para Kawara cuando se vendió por casi 2 millones de dólares en Christie's Nueva York en 2014.

## Muerte
Kawara murió en Nueva Yorkel 10 de julio de 2014, a la edad de 81 años. Los obituarios publicados de Kawara afirman que estuvo vivo durante 29.771 días  en lugar de dar fechas de nacimiento y muerte. El ″Calendario de 100 años″ de Kawara indica que nació el 24 de diciembre de 1932, no el 2 de enero de 1933, como estaba registrado oficialmente.  Esto haría que la fecha de su muerte fuera el 27 de junio de 2014.

## Influencias en los artistas contemporáneos.
- onKawaraUpdate (v2) (2007) del colectivo de arte estadounidense MTAA actualiza y automatiza (mediante software) la naturaleza orientada al proceso de las pinturas de fechas de On Kawara.[23]
- El artista estadounidense Eric Doeringer ha recreado varios proyectos de On Kawara,[24] incluida la realización de pinturas Today con su propio cumpleaños como parte de su serie Bootleg.[25]Del 6 de febrero al 3 de mayo de 2015 (al mismo tiempo que la exposición On Kawara - Silence en el Museo Solomon R. Guggenheim, Doeringer recreó los proyectos diarios de Kawara I Got Up, I Met, I Went y I Read e hizo 30 pinturas Today para su Proyecto ecos [26]
- El artista británico David Michael Clarke reelaboró la serie On Kawara's Today como Today Marriages 1969 - 1999 (2001).[27]
- In Return to Sender (2004), el artista británico Jonathan Monk coopta I Got Up At (1968-1979) de On Kawara.[28]
- I am Still Alive es una instalación basada en On Kawara de Martin John Callanan (artista).[29]
- Start it es una licencia para practicar Sobre los momentos individuales de Kawara del artista alemán Stefan Hager. [30]
- 891 (2006) del artista belga Kurt Duyck es un tributo de Blog Art a I Got Up At de On Kawara. [31]
- On Kawara is not Dead (2006) del artista belga Danny Devos es un tributo de Blog Art a I am Still Alive de On Kawara.[32]
- El uso de números por parte del artista japonés Tatsuo Miyajima es producto de la influencia que On Kawara ejerció sobre él. [33]
- En su Proyecto Ruanda de varias partes, ejecutado entre 1994 y 2000 en respuesta al genocidio de Ruanda, el artista chileno Alfredo Jaar envió postales turísticas de Ruanda a sus amigos en todo el mundo, enviadas por correo desde la vecina Uganda, con los nombres de las personas que había conocido mientras viajaba. en Ruanda, invirtiendo el contenido autorreferencial de la obra de On Kawara 'I am Still Alive'; "¡Jyamiya Muhawenimawa sigue vivo!", "¡Caritas Namazuru sigue vivo!", "¡Canisius Nzayisenga sigue vivo!" etc.
- Rakawa.net es un sitio web de microblogging dedicado a honrar el trabajo de On Kawara y al mismo tiempo ofrece a los usuarios documentar e informar sobre los logros diarios, basándose en la pregunta "¿Qué has logrado hoy?" y opcionalmente ilustrado con una imagen.[34]
- En la serie QRs for Kawara, el artista brasileño Marcelo de Melo crea un código QR el 10 de julio de cada año indicando que On Kawara lleva muerto x número de años. Es una referencia directa a los telegramas I Am Still Alive de Kawara. Los códigos se hacen públicos a través del blog themelopedia. [35]
- La serie NFT (token no fungible) de píxeles de fecha de Deja Dead rinde homenaje a la serie Today de On Kawara aplicando el concepto de una creación diaria que muestra la fecha de ese día en un lienzo de 24x24 píxeles y acuñándolo en la cadena de bloques Ethereum.[36]